# Kazuhiro Murata
Kazuhiro Murata (født 12. maj 1969) er en tidligere japansk fodboldspiller.
Han har spillet for flere forskellige klubber i sin karriere, herunder Cerezo Osaka og Oita Trinita.